# Noedelman-Soeranov NS-23

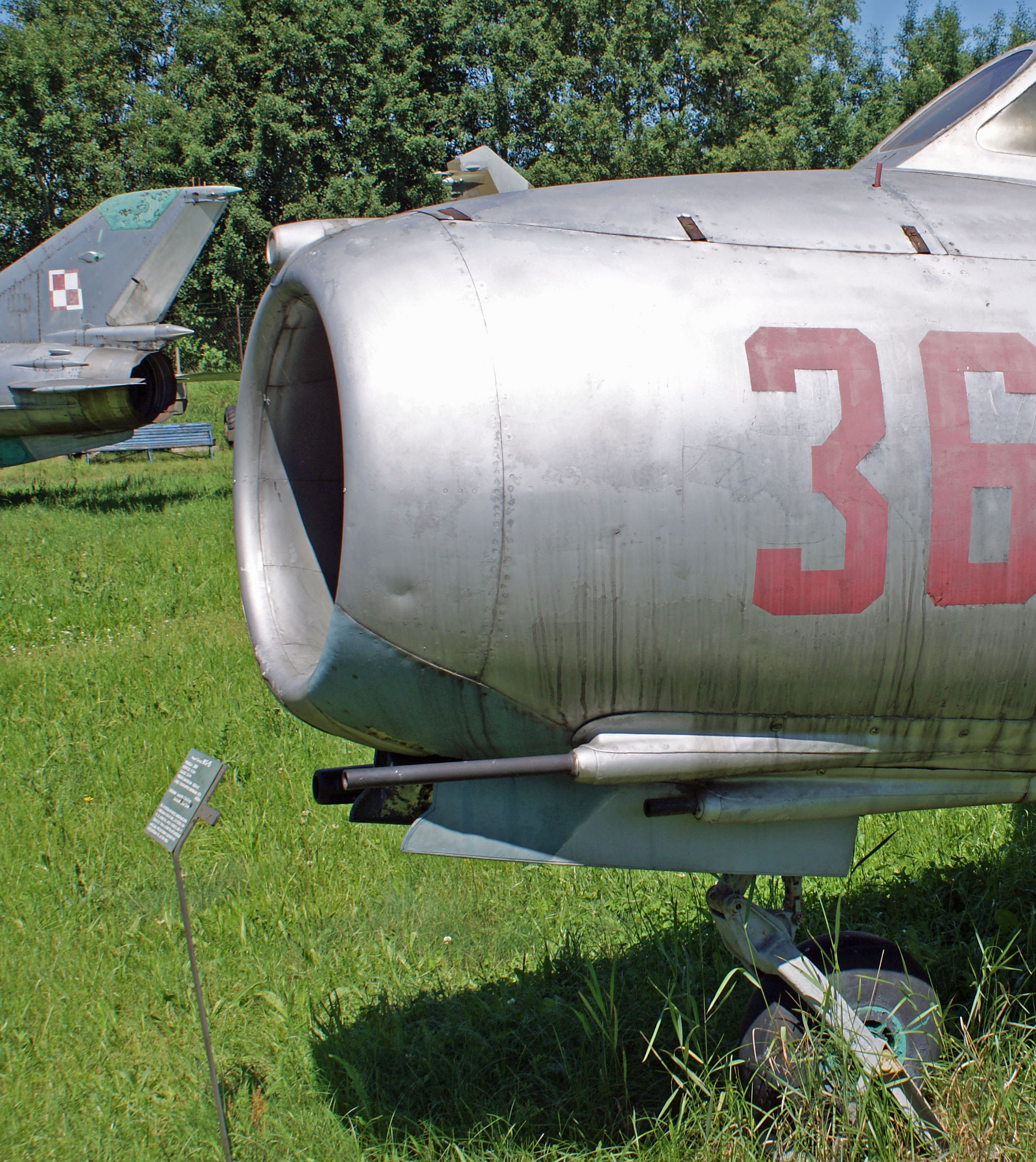
Een NS-23 op een MiG-15

De NS-23 (Russisch: НС-23, afkorting van: Нудельман-Суранов; Noedelman-Soeranov) was een 23 mm snelvuurkanon als boordgeschut op vliegtuigen ontworpen door A.E. Noedelman, A. Soeranov, G. Zjirnych, V. Nemenov, S. Loesin en M. Boendin na de Tweede Wereldoorlog als vervanging voor het Volkov-Jartsev VJa-23-kanon. Het kwam in dienst in 1945. 
Een gesynchroniseerde versie, de NS-23S, met de S van Synchronised, was een vast geïnstalleerd snelvuurkanon dat tussen de propellorbladen doorschoot. 
De NS-23 is onder meer ingebouwd in de Antonov An-2, Iljoesjin Il-10, Iljoesjin Il-22, Lavotsjkin La-7, Lavotsjkin La-15, MiG-9, Jakovlev Jak-7, Jak-9U, Jak-15, Jak-17 en Jak-23. Sommige van eerste MiG-15's waren ook uitgerust met de NS-23. 
De NS-23 werd vervangen door de Noedelman-Richter NR-23 rond 1949.

## Specificaties
- Type: enkelloops automatisch snelvuurkanon
- Kaliber: 23 mm
- Operatie: gas
- Lengte: 1895 mm
- Lengte loop: 1450 mm
- Massa (compleet): 37 kg
- Vuursnelheid: 550 schoten per minuut
- Mondingssnelheid: 690 m/s
- Projectiel massa: 200 g